# Girmont-Val-d’Ajol
Girmont-Val-d’Ajol település Franciaországban, Vosges megyében. Lakosainak száma 256 fő (2022. január 1.). Girmont-Val-d’Ajol Rupt-sur-Moselle, Saint-Étienne-lès-Remiremont, Le Val-d’Ajol, La Longine, La Montagne és Dommartin-lès-Remiremont községekkel határos.

## Népesség
A település népességének változása:
| Lakosok száma | 236  | 240  | 261  | 251  | 257  | 254  | 253  | 249  | 256  |
|               | 2013 | 2015 | 2016 | 2017 | 2018 | 2019 | 2020 | 2021 | 2022 |